# Harry Frommermann
Pour les articles homonymes, voir Frommermann.
Harry Frommermann (après son émigration : Harry Frohman), né le 12 octobre 1906 à Berlin (Empire allemand) et mort le 29 octobre 1975 à Brême (Allemagne), est un chanteur allemand, fondateur, arrangeur et 3e ténor de l'ensemble berlinois Comedian Harmonists.

## Biographie

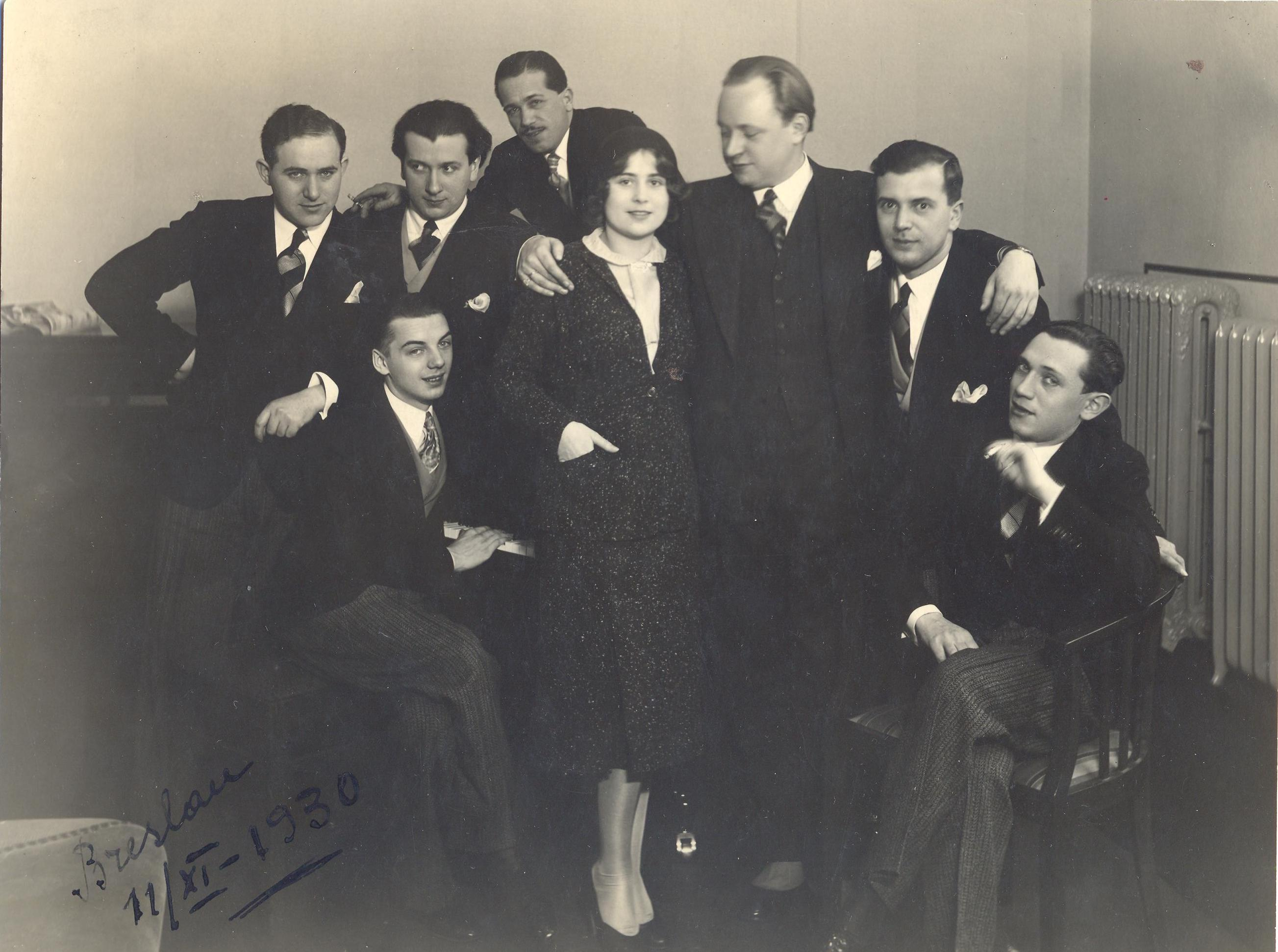
Harry Frommermann (assis à droite) avec les Comedian Harmonists 1930.

Harry Frommermann est issu d'une famille juive. Son père est un Russe de naissance. En 1922, Frommermann décide de fréquenter une école de théâtre mais se brouille avec son père à ce sujet. En 1924, il est exclu de l'école d'art dramatique. Après la mort de sa mère, il est complètement seul.
Il place une annonce dans un journal afin de recruter un ténor pour un ensemble unique. En raison du ralentissement économique, des centaines de candidats s'inscrivent, dont Johannes Heesters et Zarah Leander, complètement inconnus à l'époque. La plupart des candidats, cependant, sont totalement dépourvus de talent. Frommermann est déçu et est sur le point d'abandonner lorsque Robert Biberti entre en scène. Biberti aimait autant que Frommermann l'ensemble vocal américain à succès The Revelers. Avec les collègues de Biberti, ils décident de fonder quelque chose de similaire en Allemagne, d'abord sous le nom de « Melody Makers », qui peu après se rebaptisent Comedian Harmonists. En tant qu'arrangeur, Frommermann écrit le refrain des chansons.
Dès sa première apparition en 1928, l'ensemble entame une carrière sans précédent. De nombreuses apparitions à Berlin sont suivies d'enregistrements et de plusieurs tournées à travers l'Allemagne et la moitié de l'Europe. En raison de la forte proportion de membres juifs, les Comedian Harmonists sont relativement peu suspects et sont populaires dans des pays qui critiquent les nazis. Le ministre de la Propagande du Reich, Joseph Goebbels, n’apprécie pas du tout le succès du groupe « juif » ; en février 1935, il impose leur interdiction d'apparaître dans la Chambre de la culture du Reich. Le dernier concert du groupe en Allemagne a lieu le 25 mars 1934 à Hanovre et le dernier concert de l'histoire le 23 janvier 1935 à Frederikstad en Norvège. Avec la disparition de cet ensemble très orienté vers l'international, il n'y a plus de musique populaire à résonance internationale en Allemagne.
Les trois membres juifs, Harry Frommermann, Roman Cycowski et Erich A. Collin émigrent à Vienne, d'où ils continuent à tourner avec succès dans le monde entier sous le nom de « Comedy Harmonists ». En décembre 1941, à New York, les États-Unis entrent en guerre par surprise et l'ensemble s'effondre. La tentative de Frommermann de recommencer avec un autre ensemble à New York a échoué en raison d'un manque de fonds. Frommermann a été enrôlé dans l'armée américaine et a changé son nom en Frohman. En raison d'un accident de travail, il n'a pas eu à se rendre au front, mais a plutôt diverti les blessés en tant qu'artiste.
Après la Seconde Guerre mondiale, il revient à Berlin et travaille comme traducteur (y compris au procès de Nuremberg), plus tard comme officier du renseignement et participe à la mise en place du Rundfunk im amerikanischen Sektor RIAS (Rundfunk im amerikanischen Sektor) à Berlin. Après sa libération de l'armée, il se rend à Zurich et devient agent immobilier. En 1948, Erich Collin fonde un nouveau groupe avec des musiciens américains. Lorsque  le ténor décède subitement lors de la tournée scandinave en septembre 1948, Frommermann est intervenu pour le reste de la tournée et a également participé aux enregistrements du groupe au printemps 1949. Après cela, l'ensemble s'est séparé, soi-disant en raison de l'indiscipline des jeunes chanteurs américains. Frommermann se rend ensuite à Rome en 1949 et travaille comme conseiller artistique pour la radio. Il y a fondé un groupe avec des chanteurs qui ont fait plusieurs apparitions à la RAI avant de s'effondrer peu de temps avant une tournée prévue parce que les parents de l'un des chanteurs impliqués ont interdit à leur fille de voyager avec des hommes.
En 1951, il rentre en Suisse pour créer une société d'import-export. Cette tentative  échoue également. Il essaye ensuite de trouver un emploi à la télévision aux États-Unis, mais n'est pas embauché. Sa femme le quitte et un nouveau mariage finit par un divorce en 1956. Frommermann essaye de rester à flot en tant qu'emballeur dans le port de New York, plus tard il fabrique des systèmes d'alarme dans une entreprise. Il travaille comme assistant comptable, chauffeur de taxi et vend des meubles de cuisine. Son état de santé continue à se détériorer.
Musicalement, il commence une nouvelle tentative à New York à l'automne 1953 sous le nom de Harry M. Frohman - The Vocal Orchestra, dans lequel, en tant qu'orchestre d'un seul homme, il imite des instruments avec sa voix et les enregistre sur bande. De ces expériences, seule une image du Vol du bourdon de Rimsky-Korsakov a survécu.
Frommermann avait déjà rencontré l'Allemande Erika von Späth alors qu'il était soldat américain et était en correspondance avec elle depuis des années. En 1960, il a demandé à son conseil d'être indemnisé pour la perte de son existence par le biais des lois raciales de Nuremberg du Troisième Reich. En 1962, il obtint une pension à vie, retourna en Allemagne et emménagea avec Erika von Späth. Il était maintenant constamment malade et est décédé le 29 avril. octobre 1975 à l'âge de 69 ans à Brême.
Il y repose au cimetière de Riensberg, sépulture T299.
Toujours en 1975, Eberhard Fechner a réalisé son célèbre documentaire sur les comédiens harmonistes. Des entretiens préliminaires avaient déjà eu lieu pour l'entretien avec Frommermann, mais il est décédé 14 jours avant le début du tournage. Dans le film, la partenaire de Frommermann Erika von Späth et sa première épouse Marion ont été interviewées. Frommermann a été interprété par Ulrich Noethen dans le film Comedian Harmonists de Joseph Vilsmaier.